# 現代図書
現代図書（げんだいとしょ）は、神奈川県相模原市にある日本の出版社。自費出版、助成金出版の形態で専門書、教科書、一般書等を中心に出版している。文部科学省およびその外郭団体である独立行政法人日本学術振興会の科学研究費助成事業の研究成果公開促進費（科研費）の助成を受けての刊行にも注力している。

## 概要
- 社名：株式会社現代図書
- 住所：神奈川県相模原市南区東大沼2-21-4